# 禹州直隶州
禹州直隶州是清朝时设置的直隶州，辖区包括今河南省禹州市、新密市、新郑市。
禹州曾为夏朝首都，战国时期韩国国都，秦汉为颍川郡治，金、元、明初为钧州，明神宗万历三年（1575年），为避神宗朱翊钧名讳，改钧州为禹州，领密县。 明崇祯十六年(1643年)正月，李自成第二次攻下禹州，遂在禹州设均平府，辖27县。清初沿袭明制，仍设禹州（散州），归开封府管辖，领密县（今郑州新密市）一县。至雍正二年（1724）升禹州为直隶州，领新郑、密县二县。清雍正十三年(1735年)，禹州直隶州复降为散州。清乾隆六年(1741年)，禹州复改归开封府管辖。 
民国时期，全国实施“废州改县”，禹州也被改为河南省的禹县。演变到今日，是河南省的禹州市。